# Koberštejn
Koberštejn je zřícenina hradu ležící na katastrálním území Horní Údolí, části města Zlaté Hory v okrese Jeseník v Olomouckém kraji. Půdorys hradu je 85 × 100 metrů. Dochovalo se z něj pouze torzo kamenné věže. Za ním se nachází kamenná vyhlídka, ze které lze vidět Starý Rejvíz a okolní hory, při dobré viditelnosti i území Polska.

## Historie
O hradu a jeho historii neexistují prakticky žádné zprávy. Podle archeologických nálezů byl postaven koncem 13. století a opuštěn ve století následujícím. Až roku 1687 se objevuje první písemná zpráva, ve které se uvádí jako pustý. Hrad zřejmě střežil zemskou stezku mezi Zlatými Horami a Vrbnem ze strany vratislavského biskupa.
Zakladatel hradu není znám, mohl jím být opavský kníže, vratislavský kníže nebo vratislavský biskup. Jako nejpravděpodobnější zakladatel hradu se jeví slezský kníže Bolek Svídnický, který nechal Koberštejn pravděpodobně zbudovat jako mocenský protipól nedalekému moravskému Quinburku. Kromě toho hrad střežil jižní hranici Niského knížectví a významnou kupeckou stezku ležící podél Černé Opavy. Na začátku 14. století hrad připadl opavským knížatům a zřejmě za vlády Mikuláše II. Opavského byl hrad přestavěn. Vznikla schodišťová přístavba věže a zcela bylo přestavěno předhradí. Hrad zanikl někdy po roce 1400, nejpozději pak v polovině 15. století. Od 16. století do poloviny 17. století zde měli sídlit loupežníci.

## Stavební podoba
Hrad měl dvě stavební fáze. První se skládala z vysoké kamenné průchozí věže a za ní stálo na skalisku jádro obehnané hradbou se dvorkem s obytnou budovou (palácem). Hrad obíhal dvojitý příkop s valy, na kterých mohla být palisáda či dřevěný plot. V průběhu 14. století došlo zřejmě k přestavbě hradu. Věž byla vybavena schodišťovou budovou, palác byl zřejmě zvýšen. Na druhém valu vznikla kamenná hradba a v jeho nejvyšším místě okrouhlá věž (bašta) s bránou. V nádvoří vznikly provozní budovy. První hradní příkop má šířku 13 až 28 metrů a hloubku 4 až 10 metrů. Věž měla asi tři podlaží. Zvláštností byl průchod věží v přízemí, který plyne z omezení staveniště hradu terénem. Samotná věž byla přístupná z patra.

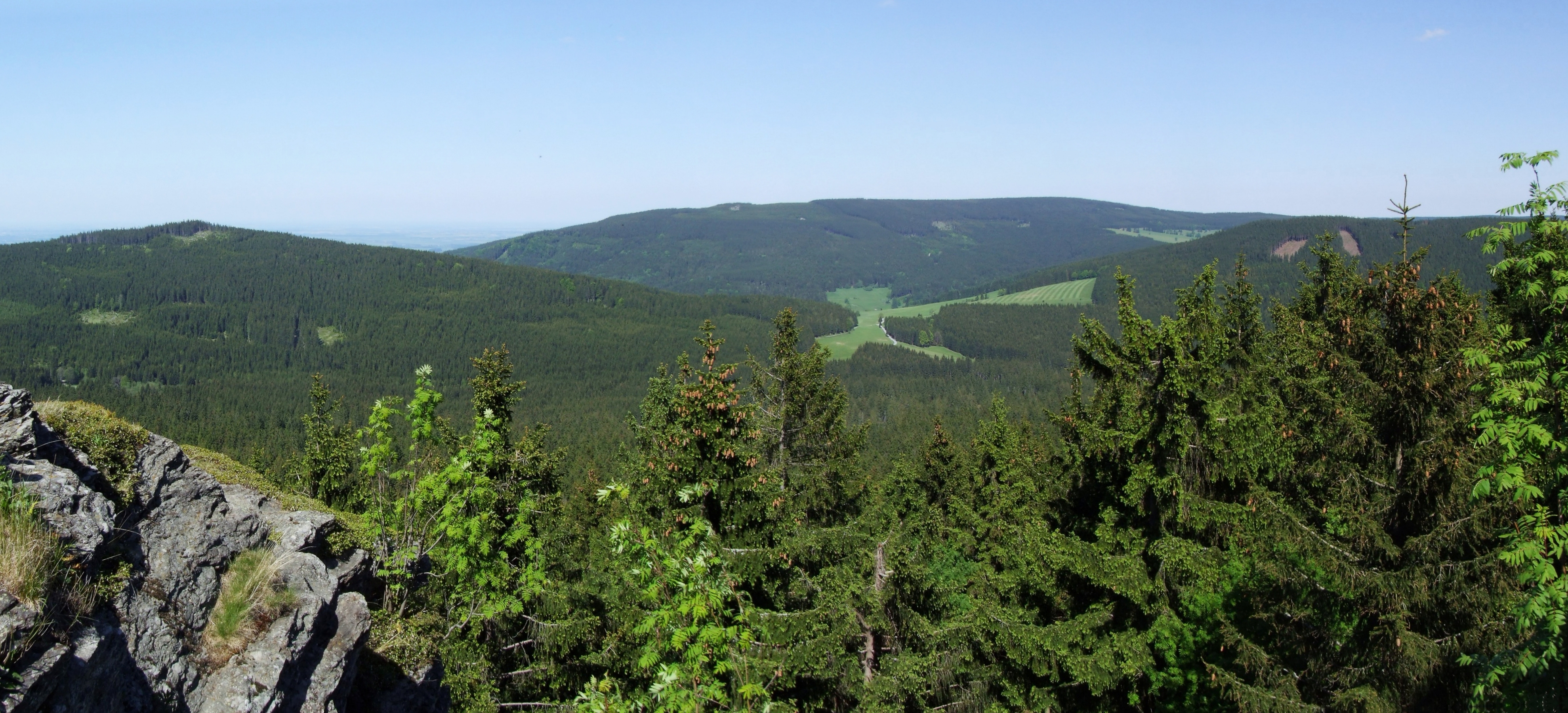
Pohled z vyhlídky

## Horolezectví
Skály u hradu nabízejí vyžití i horolezcům. Jsou tvořeny břidlicí prorostlou křemenem a s výškou do 25 metrů. Poskytují lezení v převážně kolmých stěnách s několika převisy. Nachází se zde asi 60 cest, které jsou jištěny borháky dle popisu. Některé výstupy je nutné dojistit vyjímatelnými jisticími prostředky. Na věži Lesní muž je umístěna vrcholová knížka.